# كوستاس بوليتيس
كوستاس بوليتيس (باليونانية: Κώστας Πολίτης)‏ مواليد 21 مارس 1942 في قيصرياني، هو مدرب كرة سلة يوناني ولاعب سابق. يبلغ طوله 6 قدم 1.75 بوصة (1.9 م). حقق المركز الأول في بطولة أمم أوروبا لكرة السلة 1987.

## الميداليات
| الميدالية | المسابقة                         |
| --------- | -------------------------------- |
| ذهبية     | بطولة أمم أوروبا لكرة السلة 1987 |

## روابط خارجية
- كوستاس بوليتيس على موقع الاتحاد الدولي لكرة السلة (الإنجليزية)